# Virtueller Raumklang
Virtueller Raumklang, auch Simulierter Raumklang oder englisch Virtual Surround Sound, ist die Wiedergabe eines Raumklang-Audiosignals (d. h. eine mehrkanaliges Signal mit mindestens vier Kanälen) über Stereolautsprecher oder -kopfhörer. Dieses Verfahren simuliert mehrere Schallquellen, die man als virtuelle Schallquellen bezeichnet.

## Grundlagen
Die Methode basiert auf den Außenohrübertragungsfunktionen (HRTF). Diese Funktionen beschreiben, wie das Ohr ein Signal in Abhängigkeit seiner Richtung verändert. Diese Veränderung kann man nachbilden und auf ein Audiosignal rechnen. Dadurch entsteht der Höreindruck, als ob das Signal aus der entsprechenden Richtung kommt, auch wenn sich in der betreffenden Richtung keine reale Schallquelle (z. B. ein Lautsprecher) befindet.

## Verfahren
Die Nachbildung der Außenohrübertragungsfunktion erfolgt mittels Faltung oder mithilfe von Kerbfiltern.  Die Ausgangsbasis für eine Virtual-Surround-Mischung ist eine echte mehrkanalige Aufnahme. Zunächst liegen alle zu simulierenden Kanäle separat vor. Dann generiert man pro Kanal zwei separate Außenohrübertragungsfunktionen (je für das rechte und das linke Ohr). Für den Center-Kanal und den LFE-Kanal gibt es jeweils nur eine Übertragungsfunktion.

## Anwendungen
Proprietäre Anwendungen sind unter anderem:
- Dolby Virtual Speaker  von Dolby
- SRS TruSurround von SRS Labs
- DTS Surround Sensation von DTS

Speziell für Kopfhörer:
- Dolby Headphone von Dolby
- Silent Cinema von Yamaha
- DTS Headphone:X von DTS
- Ensonido für MP3-Dateien vom Fraunhofer IIS
- Razer Surround von Razer
- THX Spartial von THX